# Park Kultury (Sokolnitscheskaja-Linie)

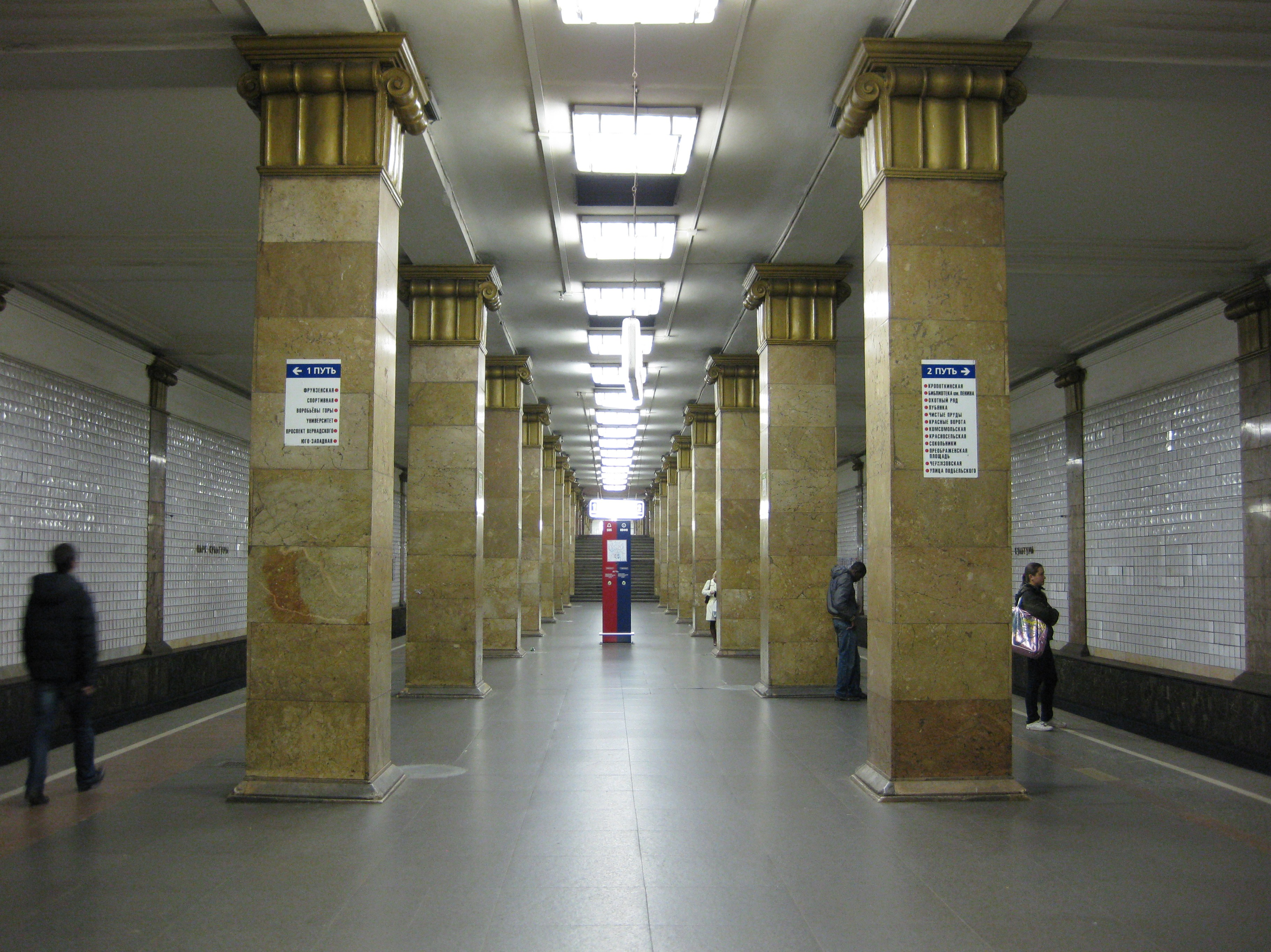
Bahnsteig

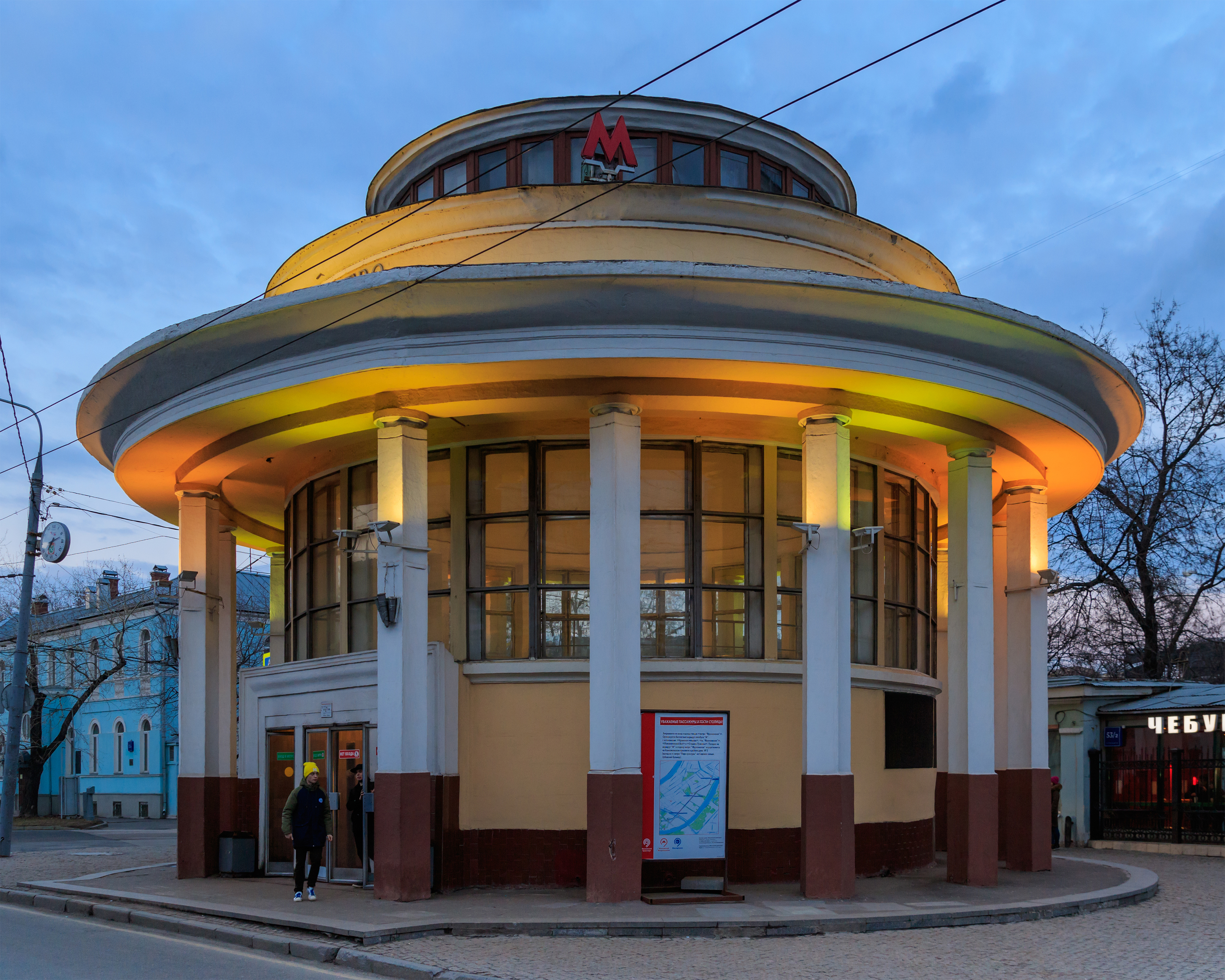
Nördliches Vestibülgebäude aus dem Jahr 1935

Park Kultury (russisch Парк культу́ры (Ausspracheⓘ); deutsch Kulturpark) ist ein U-Bahnhof der Moskauer Metro auf der „roten“ Linie. Er wurde am 15. Mai 1935 im Rahmen des ersten Bauabschnitts der Metro eröffnet und stellte bis 1957 die südliche Endstation der Linie dar.
Der 10,5 Meter unter der Erdoberfläche angelegte Bahnhof befindet sich im Südwesten des Moskauer Zentrums. Er verfügt über zwei Zugänge. Der eine davon erfolgt über ein separates rotundenartiges Vestibülgebäude, das 1935 erbaut wurde und an der inneren Seite des Gartenrings liegt, der andere über ein 1950 fertiggestelltes gemeinsames Vestibül mit der gleichnamigen Station der Ringlinie. Über dieses an der gegenüberliegenden Seite des Gartenrings stehende Vestibülgebäude besteht auch der Übergang zwischen den beiden U-Bahnhöfen.
Die Architektur der Bahnsteighalle des U-Bahnhofs ist relativ schlicht und erinnert an mehrere weitere 1935 eröffnete U-Bahnhöfe in Moskau, wie beispielsweise Sokolniki oder Arbatskaja (alt). Gestützt wird die Halle von zwei Reihen je 23 rechteckiger Pfeiler, die mit gelb-braunem Marmor verkleidet sind. Die äußeren Wände über den Gleisen weisen eine Verkleidung aus weißen glasierten Keramikkacheln auf. Zum nördlichen Vestibül, das in seinem Inneren mit einer Mosaikabbildung des Autors Maxim Gorki geschmückt ist, gelangt man über Treppen vom Bahnsteigende aus. Zum gemeinsamen Vestibül mit der Kolzewaja-Linie sowie zur gleichnamigen Station auf derselbigen führt eine Treppe von der Bahnsteigmitte aus, anschließend ein Übergangstunnel und eine kurze Rolltreppe.
Der Name des U-Bahnhofs lässt sich wörtlich als „Kulturpark“ übersetzen, was synonym ist für den sich in der Nähe befindlichen Gorki-Park. Der Fußweg vom südlichen Vestibül des U-Bahnhofs zum Haupteingang des Parks beträgt entlang des Gartenrings etwa zehn Minuten, dabei ist die Krimbrücke über die Moskwa zu überqueren.
Im März 2010 war die Station einer der Schauplätze der beiden Selbstmordanschläge in der Moskauer U-Bahn.